# Joan Hortalà i Arau
Joan Hortalà i Arau, economista, advocat, professor i polític català. Nascut a Olot (1940) i instal·lat de ben jove a Barcelona, ha sigut catedràtic de Teoria Econòmica a la Universitat de Barcelona (des del curs 1965-66) i president de la Borsa de Barcelona (1993-2020) 

## Biografia
Llicenciat en Dret i Economia. Doctor en Ciències Econòmiques per la Universitat de Barcelona i PhD per la London School of Economics and Political Science (LSE).
Durant el curs 1965-66 va obtenir la càtedra de Teoria Econòmica de la Universitat de Barcelona, esdevenint el catedràtic més jove de l'estat espanyol. Actualment és Catedràtic Emèrit.
Està casat amb Maria Àngels Vallvé Ribera, ex-agent de borsa i notària, i té cinc fills: Joan, Carme, Mercè, Rafael i Joaquim.

## Trajectòria
Degà de la Facultat d'Econòmiques de la Universitat de Barcelona en dues ocasions (1970 1973; 1979-1984). Va dirigir l’obra col·lectiva "El desarrollo industrial de Cataluña" (1970) i de la revista "Cuadernos de Economía" del Centre d'Estudis Econòmics i Socials del (CSiC).
També ha estat secretari de la Junta d'Obres i administrador general de la Universitat de Barcelona.
Fundador de l'Institut d'Economia Regional i des de 1985 és acadèmic de la Reial Acadèmia de Ciències Econòmiques i Financeres (RACEF) amb la medalla número 25.
El seu discurs d’ingrés portava per títol “Keynes i la teoria econòmica actual”.
El 2011 el Col·legi d'Economistes de Catalunya el va distingir com a col·legiat de mèrit.

## Política
Va participar activament en política des del restabliment de la Democràcia a Espanya. Membre d'Esquerra Republicana de Catalunya (ERC), el 1979 va obtenir l’acta de regidor de l'Ajuntament de Barcelona.
El 1980, arran de les primeres eleccions al Parlament de Catalunya va obtenir l’acta de diputat al Parlament català en representació d’ERC.
El 1984 va renunciar a l’escó del parlament autonòmic quan va ser nomenat conseller d'Indústria i Energia del govern de la Generalitat de Catalunya, presidit per Jordi Pujol.
El 1987 va renunciar al càrrec de conseller quan va ser elegit secretari general d’ERC. El 1988 va obtenir de nou l’acta de diputat del Parlament de Catalunya.
El 1989 va abandonar ERC i juntament amb un grup d'antics militants va fundar Esquerra Catalana. El 1993 Esquerra Catalana va subscriure un compromís d'adhesió amb Convergència Democràtica de Catalunya (CDC).

## Càrrecs econòmics. Borsa de Barcelona
El 1993 va ser nomenat president de la Borsa de Barcelona, càrrec que va ocupar fins al 2020. Alhora va compaginar la presidència de la Borsa de Barcelona amb diferents càrrecs al sector privat.
Ha estat vicepresident de Mercabarna i del Laboratori d'Assaigs i Investigacions. Conseller de FECSA-ENHER, de FIATC, d'Ercros, de MEFF-Holding, de Sociedad de Bolsas, d'Iberclear i de BME. Va presidir la Federació Iberoamericana de Bolsas (FIAB) entre 2011 i 2015.
Sota la presidència de Joan Gaspart del Futbol Club Barcelona (FCB), Hortalà va ocupar una vicepresidència i va ser nomenat president de la comissió econòmica del club blaugrana.

## Obres
- Lecturas de Teoría Económica (XII vols.), Ed. Ariel, 1969-1977.
- Agregación Económica, Ed. Ariel, 1970.
- La incidencia de las centrales nucleares, Covemar, 1975.
- La política industrial de Cataluña, Generalitat de Catalunya, 1986.
- Teoría Económica. Introducción, Ed. McGraw Hill, 1997/2000/2004.
- Teoria Econòmica. Microeconomia, Ed. Vicens Vives, 2008/2011 (catalán y castellano).
- Teoria Económica. Macroeconomia, Ed. Vicens Vives, 2010/2012 (catalán y castellano)
- Ciclo real vs ciclo financiero, RACEF, 2013.
- El problema catalán: incomprensión, conllevancia, tenacidad, Ass. CdeE, 2017.
- Teoria Econòmica. Microeconomia, Ed. Vicens Vives, 2008 (català).
- Teoria Econòmica. Macroeconomia, Ed. Vicens Vives, 2010 (català i castellà).